# Pohnání
Pohnání település Csehországban, a Tábori járásban. Pohnání Dolní Hrachovice, Pohnánec, Rodná és Dolní Hořice településekkel határos. Lakosainak száma 76 fő (2024. január 1.).

## Népesség
A település lakosságának változását az alábbi diagram mutatja:
| Lakosok száma | 205  | 217  | 195  | 113  | 110  | 72   | 75   | 80   | 71   | 76   |
|               | 1869 | 1900 | 1921 | 1961 | 1980 | 2011 | 2016 | 2019 | 2021 | 2024 |